# Liste des Autrichiens lauréats du prix Nobel
Cet article propose une liste des autrichiens ( Autriche) lauréats du prix Nobel, selon chaque type de Prix.

## Prix Nobel de physiologie ou médecine
- 1914 : Robert Bárány
- 1927 : Julius Wagner-Jauregg
- 1930 : Karl Landsteiner
- 1973 : Karl von Frisch et Konrad Lorenz
- 2000 : Eric Kandel

## Prix Nobel de la paix
- 1905 : Bertha von Suttner
- 1911 : Alfred Hermann Fried
- 2005 : Agence internationale de l'énergie atomique

## Prix Nobel de littérature
- 2004 : Elfriede Jelinek
- 2019 : Peter Handke

## Prix Nobel de physique
- 1933 : Erwin Schrödinger
- 1936 : Victor Franz Hess
- 1945 : Wolfgang Pauli
- 2022 : Anton Zeilinger

## Prix Nobel de chimie
- 1923 : Fritz Pregl
- 1935 : Richard Adolf Zsigmondy
- 1962 : Max Ferdinand Perutz et Max Perutz
- 1998 : Walter Kohn
- 2013 : Martin Karplus

## Prix de la Banque de Suède en sciences économiques en mémoire d'Alfred Nobel
- 1974 : Friedrich Hayek